# Wilf Humble
James Wilfred Humble (10 tháng 5 năm 1936-1985) là một cầu thủ bóng đá người Anh thi đấu ở Football League cho Mansfield Town.